# Cuencas costeras río Camarones - Pampa del Tamarugal
Las cuencas costeras río Camarones - Pampa del Tamarugal son varias cuencas contiguas exorreicas costeras de régimen pluvial ubicadas en la Región de Tarapacá y marginalmente en la Región de Arica y Parinacota. La Dirección General de Aguas las reúne en el ítem 016 del inventario BNA de cuencas de Chile. 
|  | [[File:Tarapaca-DARH.svg\|500px\|alt={{{Alt\|La partición hidrográfica de la zona por DARH ha creado un nuevo ítem 0102 y la quebrada de Soga es enlistada en el ítem DARH 0101.]] File:Tarapaca-DARH.svgLa partición hidrográfica de la zona por DARH ha creado un nuevo ítem 0102 y la quebrada de Soga es enlistada en el ítem DARH 0101. |

## Límites y relieve

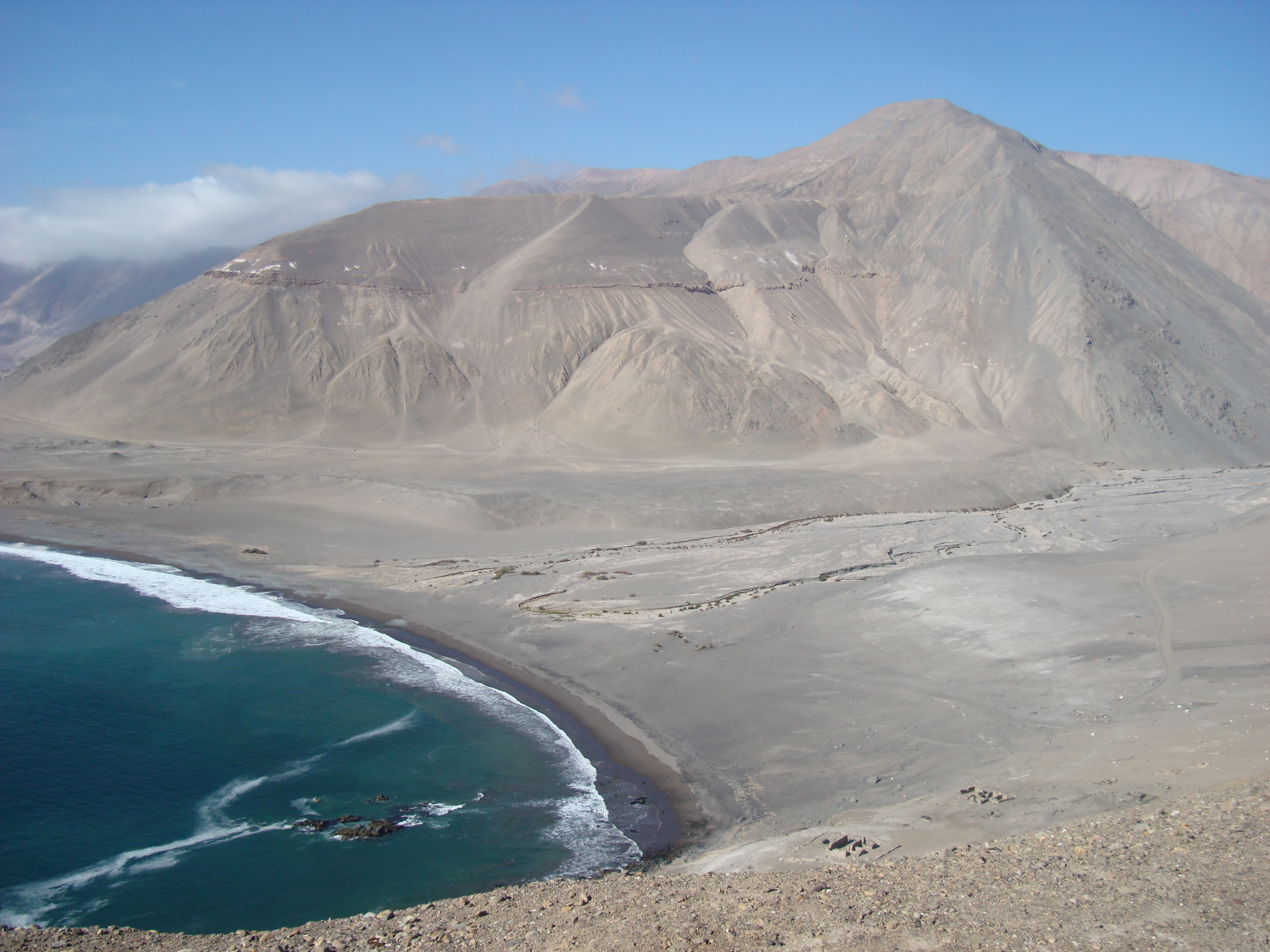
Desembocadura de la quebrada de Camiña, pocos kilómetros al norte del puerto de Pisagua.

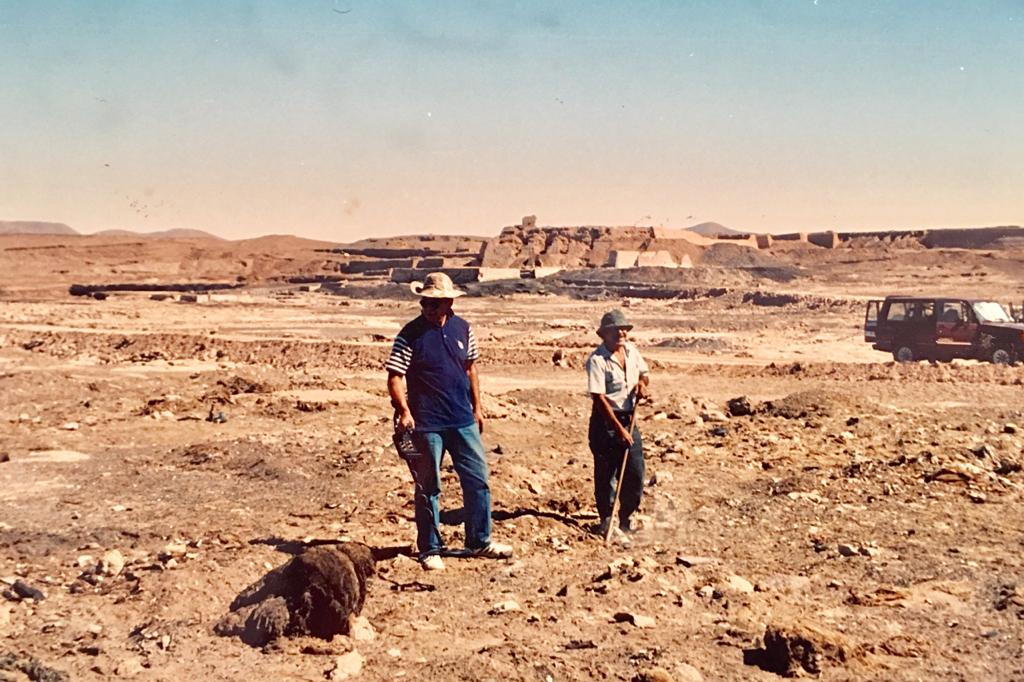
Jazpampa.

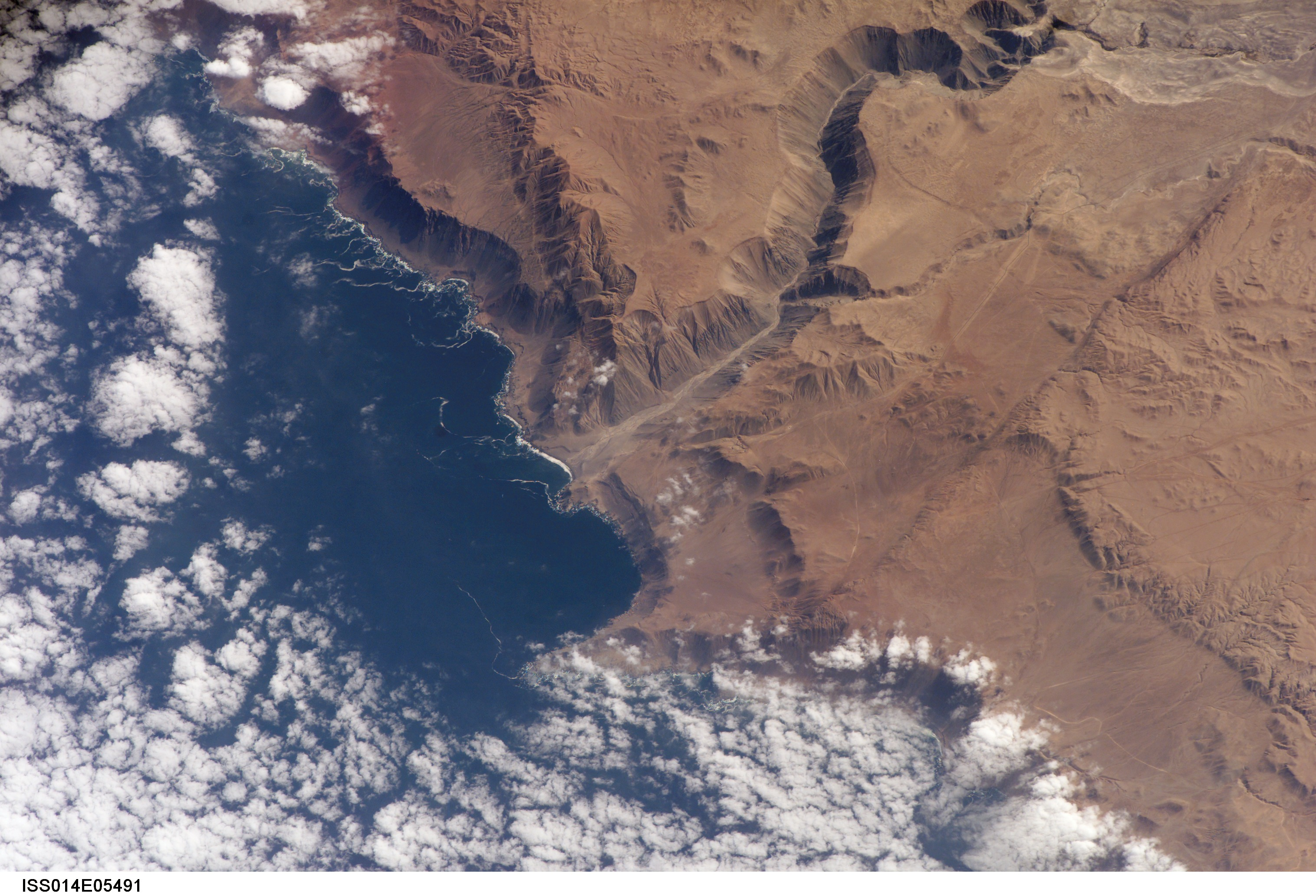
Foto satelital de la desembocadura de Camiña..

Las cuencas Escritos, Concordia, Lluta, Azapa, Vítor, Camarones y Camiña son las 7 cuencas más septentrionales de Chile, todas ellas adyacentes, exorreicas y de carácter andino (reciben aguas de la cordillera de Los Andes) y llevan su caudal hasta el océano Pacífico, aunque algunas no siempre llegan cargadas al mar. Las dos primeras cuencas, Escritos y Concordia, limitan al este con los cabezales de la cuenca del río Lluta y el Lluta a su vez limita al oriente con la gran cuenca del Sistema endorreico Titicaca-Desaguadero-Poopó-Salar de Coipasa que habita el centro de América del Sur.
Al sur de estas siete cuencas chilenas continúa sobre la depresión intermedia la Pampa del Tamarugal que es una cuenca endorreica y sobre las planicies litorales solo hay cuencas costeras arreicas o con algunas aguadas. El límite oriental de estas 7 cuencas es la cordillera occidental de Los Andes, con excepción del río Lluta que nace en el centro de la cordillera.
Limita al norte con la hoya del río Camarones y la Pampa de Tana. El este con la hoya del río Todos Santos y al sur con la Pampa del Tamarugal. Al sur de su desembocadura limita con las cuencas costeras entre Tilviche y Loa.

## Población
El sistema de información y monitoreo de biodiversidad del Ministerio del Medio Ambiente de Chile señala la siguiente distribución de la superficie de la cuenca entre las comunas (el porcentaje es de la cuenca):
| Región             | Provincia  | Comuna    | Hectáreas   | Porcentaje |
| ------------------ | ---------- | --------- | ----------- | ---------- |
| Tarapacá           |            |           | 379.922,412 | 99,832%    |
|                    | Tamarugal  |           | 379.922,412 | 99,832%    |
|                    |            | Camiña    | 134.989,956 | 35,471%    |
|                    |            | Colchane  | 59.065,404  | 15,521%    |
|                    |            | Huara     | 185.867,053 | 48,84%     |
| Arica y Parinacota |            |           | 476,174     | 0,125%     |
|                    | Parinacota |           | 10,68       | < 0,1%     |
|                    |            | Putre     | 10,68       | < 0,1%     |
|                    | Arica      |           | 465,494     | 0,122%     |
|                    |            | Camarones | 465,494     | 0,122%     |

Los poblados ubicados en la cuenca de la quebrada son: Tiliviche, Camiña y Berenguela.

## Subdivisiones
La Dirección General de Aguas subdivide o reúne las cuencas de Chile acorde a las necesidades de estudio y gestión. Existen dos inventarios que han logrado ser aceptados como principales, el inventario de cuencas del Banco Nacional de Aguas (BNA) de 1978, de mayor uso, y el inventario de cuencas del Departamento de Administración de Recursos Hídricos (DARH) de 2014 de mejor cartografía que ha obligado a redefinir algunos límites, a veces con cambios mayores, pero también por algunas redefiniciones del concepto de subcuenca.
Bajo el BNA el código del ítem es 016. La partición DARH correspondiente es 0101, pero esta se extiende más al sur que la BNA 016, ocupando el sector septentrional de la Pampa del Tamarugal definido por BNA 017. Además, la partición DARH ha creado un nuevo ítem costero DARH 0102, entre la cuenca de Camarones y la cuenca de Camiña.
La subdivisión del BNA es como sigue:
| Cuenca                                                          | Sub- subcuenca | Subsub- cuenca | Nombre                                                          | Área drenaje km² | Observaciones |
| --------------------------------------------------------------- | -------------- | -------------- | --------------------------------------------------------------- | ---------------- | ------------- |
| 016 Cuencas costeras Río Camarones - Pampa del Tamarugal (mapa) |                |                |                                                                 |                  |               |
| 016                                                             | 0160           | 01600          | Costeras entre R. Camarones y Q. Camiña                         | 1006             |               |
| 016                                                             | 0161           | 01610          | Quebradas de Camiña y Tilviches                                 | 546              |               |
| 016                                                             | 0161           | 01611          | Quebrada Camiña Baja entre cota 2000 y bajo quebrada Tilihuiche | 2254             |               |
| total:                                                          | 2              | 3              | Región: I (100%) / Tipo: Exorreica / Desemb.: Océano Pacífico   | 3806             |               |

La disposición de cuencas en el inventario DARH es la siguiente:
| Código     | Nombre                                          | Código en mapa          | Tipología de cuenca     | Vertiente de cuenca     | Origen de cuenca        | Temperatura media anual (C°) | Temperatura máxima (C°) | Temperatura mínima (C°) | Precipitación anual (mm) | Número de estaciones fluviométricas | Número de estaciones pluviométricas | Área (km²)              |
| ---------- | ----------------------------------------------- | ----------------------- | ----------------------- | ----------------------- | ----------------------- | ---------------------------- | ----------------------- | ----------------------- | ------------------------ | ----------------------------------- | ----------------------------------- | ----------------------- |
| 0101       | Cuenca Quebrada de Tana                         | Cuenca Quebrada de Tana | Cuenca Quebrada de Tana | Cuenca Quebrada de Tana | Cuenca Quebrada de Tana | Cuenca Quebrada de Tana      | Cuenca Quebrada de Tana | Cuenca Quebrada de Tana | Cuenca Quebrada de Tana  | Cuenca Quebrada de Tana             | Cuenca Quebrada de Tana             | Cuenca Quebrada de Tana |
| 01010000   | Quebrada de Tana                                | 5                       | Exorreica               | Pacífico                | Pluvial                 | 13.2                         | 23.2                    | 2.8                     | 36.5                     | 2                                   | 2                                   | 701.5                   |
| 0101000000 | Quebrada Camiña                                 | 6                       | Exorreica               | Pacífico                | Pluvial                 | 3.8                          | 15.1                    | -10.2                   | 196.1                    | 1                                   | 2                                   | 398.8                   |
| 010101     | Costeras entre Río Camarones y Quebrada de Tana | 0                       | Exorreica               | Pacífico                | Pluvial                 | 15.5                         | 24.9                    | 6.5                     | 2.9                      | 0                                   | 0                                   | 907.5                   |
| 01010200   | Quebrada de Retamilla                           | 7                       | Exorreica               | Pacífico                | Pluvial                 | 10.8                         | 21.3                    | -0.6                    | 72.4                     | 0                                   | 0                                   | 695.9                   |
| 0101020000 | Quebrada Caramasa                               | 8                       | Exorreica               | Pacífico                | Pluvial                 | 12.4                         | 22.8                    | 1.0                     | 37.4                     | 0                                   | 0                                   | 464.6                   |
| 01010201   | Quebrada de Tilihuiche                          | 9                       | Exorreica               | Pacífico                | Pluvial                 | 15.5                         | 25.0                    | 6.3                     | 3.3                      | 0                                   | 0                                   | 251.4                   |
| 010103     | Quebrada de Soga                                | 0                       | Exorreica               | Pacífico                | Pluvial                 | 15.1                         | 24.7                    | 5.8                     | 6.5                      | 1                                   | 0                                   | 1644.4                  |
| 0102       | Cuenca Costera al sur de Camarones              | 0                       | Exorreica               | Pacífico                | Pluvial                 | 16.3                         | 25.1                    | 8.4                     | 0.1                      | 0                                   | 0                                   | 116.6                   |

## Hidrología

Diagrama unifilar de la cuenca de la quebrada de Camiña.

### Red hidrográfica
Los cuerpos de agua considerados en esta categoría son:

### Humedales
El Ministerio del Medio Ambiente no consigna humedales reconocidos de tipo alguno en la zona.

### Glaciares
El inventario público de glaciares de Chile 2022 consigna en esta cuenca 26 glaciares que cubren un área de 3,16 km² y se estima que almacenan un volumen de 0,03 km³ de agua.

## Clima

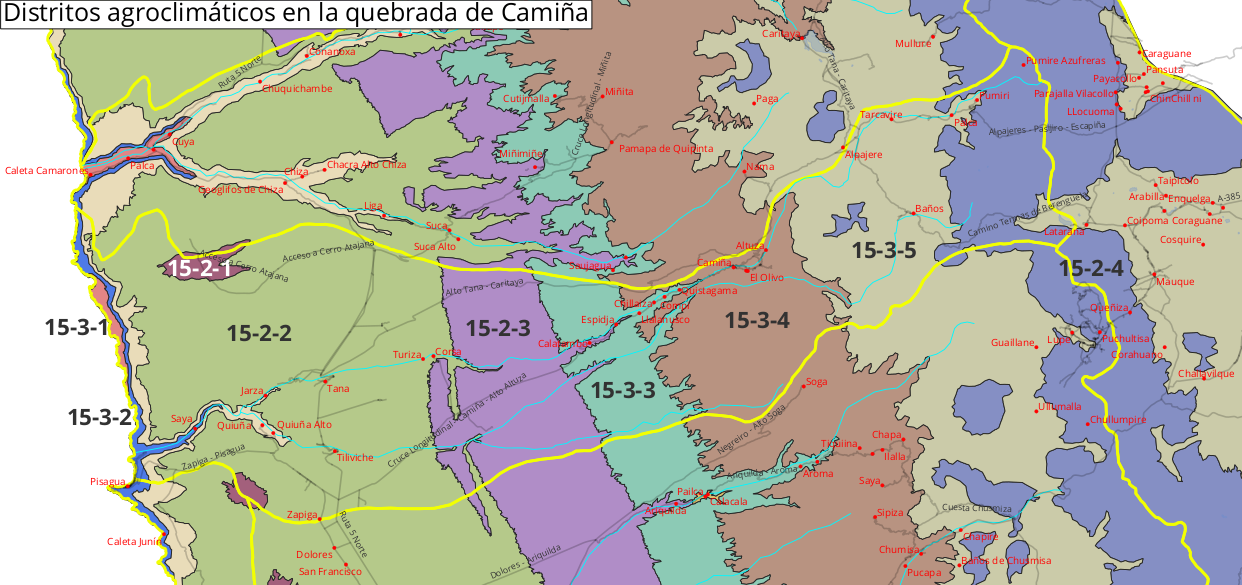
Distritos agroclimáticos en la quebrada. En amarillo los límites de cuencas, en gris los caminos y en rojo algunas localidades.

Las curvas de variación estacional en la quebrada muestran claramente un aumento del caudal en los meses de verano a consecuencia del invierno boliviano.
El Atlas agroclimático de Chile distingue 9 distritos agroclimáticos en la cuenca:
- 15-3-1  Desierto con influencia marina y régimen de humedad xérico (BWnXe). La temperatura oscila entre un máximo de enero de 24,8 °C y un mínimo de julio de 10,4 °C. En todo el año no tiene heladas. El periodo de temperaturas favorables a la actividad vegetativa dura 12 meses. Registra anualmente 2.487 días grado y 1 hora de frío acumulada hasta el 31 de julio. La precipitación media anual es de 10 mm y un periodo seco de 12 meses, con un déficit hídrico de 1.629 mm/año. El período húmedo dura 0 meses durante los cuales se produce un excedente hídrico de 0 mm.
- 15-3-2  Desierto con influencia marina y régimen de humedad xérico (BWnXe). La temperatura oscila entre un máximo de enero de 27,7 °C y un mínimo de julio de 9,1 °C. En todo el año no tiene heladas. El periodo de temperaturas favorables a la actividad vegetativa dura 12 meses. Registra anualmente 2.788 días grado y 12 horas de frío acumuladas hasta el 31 de julio. La precipitación media anual es de 2 mm y un periodo seco de 12 meses, con un déficit hídrico de 1.828 mm/año. El período húmedo dura 0 meses durante los cuales se produce un excedente hídrico de 0 mm.
- 15-2-1  Desierto con influencia marina y régimen de humedad xérico (BWnXe). La temperatura oscila entre un máximo de enero de 26,8 °C y un mínimo de julio de 12,9 °C. En todo el año no tiene heladas. El período de temperaturas favorables a la actividad vegetativa dura 12 meses. Registra anualmente 2.840 días grado y 0 horas de frío acumuladas hasta el 31 de julio. La precipitación media anual es de 0 mm y un período seco de 12 meses, con un déficit hídrico de 1.753 mm/año. El período húmedo dura 0 meses durante los cuales se produce un excedente hídrico de 0 mm.
- 15-2-2  Desierto con influencia marina y régimen de humedad xérico (BWnXe). La temperatura oscila entre un máximo de enero de 29,7 °C y un mínimo de julio de 6,8 °C. Tiene un promedio de 345 días consecutivos libres de heladas. En el año se registra un promedio de 1 helada. El período de temperaturas favorables a la actividad vegetativa dura 12 meses. Registra anualmente 2.875 días grado y 81 horas de frío acumuladas hasta el 31 de julio. La precipitación media anual es de 0 mm y un período seco de 12 meses, con un déficit hídrico de 2.065 mm/año. El período húmedo dura 0 meses durante los cuales se produce un excedente hídrico de 0 mm.
- 15-2-3 Desierto con influencia marina y régimen de humedad xérico (BWnXe). La temperatura oscila entre un máximo de enero de 27,7 °C y un mínimo de julio de 6,4 °C. Tiene un promedio de 339 días consecutivos libres de heladas. En el año se registra un promedio de 2 heladas. El período de temperaturas favorables a la actividad vegetativa dura 12 meses. Registra anualmente 2.372 días grado y 125 horas de frío acumuladas hasta el 31 de julio. La precipitación media anual es de 0 mm y un período seco de 12 meses, con un déficit hídrico de 1.945 mm/año. El período húmedo dura 0 meses durante los cuales se produce un excedente hídrico de 0 mm.
- 15-3-3  Desierto interior y régimen de humedad xérico (BWXe). La temperatura oscila entre un máximo de enero de 26,5 °C y un mínimo de julio de 3,4 °C. Tiene un promedio de 186 días consecutivos libres de heladas. En el año se registra un promedio de 25 heladas. El periodo de temperaturas favorables a la actividad vegetativa dura 12 meses. Registra anualmente 1.769 días grado y 588 horas de frío acumuladas hasta el 31 de julio. La precipitación media anual es de 4 mm y un periodo seco de 12 meses, con un déficit hídrico de 2.155 mm/año. El período húmedo dura 0 meses durante los cuales se produce un excedente hídrico de 0 mm.
- 15-3-4  Desierto de altura y régimen de humedad xérico (BWHXe). La temperatura oscila entre un máximo de enero de 20 °C y un mínimo de julio de -0,1 °C. Tiene un promedio de 0 días consecutivos libres de heladas. En el año se registra un promedio de 157 heladas. El periodo de temperaturas favorables a la actividad vegetativa dura 5 meses. Registra anualmente 700 días grado y 1.311 horas de frío acumuladas hasta el 31 de julio. La precipitación media anual es de 38 mm y un periodo seco de 12 meses, con un déficit hídrico de 2.058 mm/año. El período húmedo dura 0 meses durante los cuales se produce un excedente hídrico de 0 mm.
- 15-3-5  Estepa de altura fría con régimen de humedad xérico (BSkXe). La temperatura oscila entre un máximo de enero de 11,4 °C y un mínimo de julio de -7 °C. Tiene un promedio de 0 días consecutivos libres de heladas. En el año se registra un promedio de 360 heladas. El periodo de temperaturas favorables a la actividad vegetativa dura 0 meses. Registra anualmente 81 días grado y 1.889 horas de frío acumuladas hasta el 31 de julio. La precipitación media anual es de 108 mm y un periodo seco de 12 meses, con un déficit hídrico de 1.559 mm/año. El período húmedo dura 0 meses durante los cuales se produce un excedente hídrico de 0 mm.
- 15-2-4  Estepa de altura fría con régimen de humedad árido (BSkAr). La temperatura oscila entre un máximo de enero de 7,7 °C y un mínimo de julio de -11,1 °C. Tiene un promedio de 0 días consecutivos libres de heladas. En el año se registra un promedio de 365 heladas. El período de temperaturas favorables a la actividad vegetativa dura 0 meses. Registra anualmente 14 días grado y 1.800 horas de frío acumuladas hasta el 31 de julio. La precipitación media anual es de 211 mm y un período seco de 10 meses, con un déficit hídrico de 1.189 mm/año. El período húmedo dura 0 meses durante los cuales se produce un excedente hídrico de 0 mm.

|  |  |

Los diagramas Walter Lieth muestran con un área azul los periodos en que las precipitaciones sobrepasan la cantidad de agua que el calor del sol evapora en el mismo lapso de tiempo, (un promedio de 10 °C mensuales evaporan 20 mm de agua caída) dejando un clima húmedo. Por el contrario, las zonas amarillas indican que durante ese tiempo el agua caída puede ser evaporada por el calor del sol. El área gris señala meses muy húmedos. En Pisagua no hay meses húmedos ni muy húmedos, pero en Camiña si ocurre una época húmeda durante el invierno boliviano.

## Actividades económicas
- Historia del salitre en Chile

## Áreas bajo protección oficial y conservación de la biodiversidad
El Ministerio del Medio Ambiente registra cuatro espacios protegidos en el ítem: el área marina costera protegida Mar de Pisagua, el parque nacional Volcán Isluga, la reserva nacional Las Vicuñas y la reserva nacional Pampa del Tamarugal.